# 瓦达 (马哈拉施特拉邦)
瓦达（Vada），是印度马哈拉施特拉邦帕尔加尔县的一个城镇。总人口14291（2001年）。

## 人口
该地2001年总人口14291人，其中男性7477人，女性6814人；0—6岁人口1777人，其中男932人，女845人；识字率71.75%，其中男性为76.89%，女性为66.11%。